# Wil Hartog
Wil Hartog   (Abbekerk, 28 de maig de 1948) és un antic pilot de motociclisme neerlandès que va competir al campionat del món entre 1970 i 1981. Hartog va ser el primer holandès a guanyar un Gran Premi de la cilindrada reina, els 500cc, concretament el Dutch TT de 1977. El seu nebot, Rob Hartog, és un pilot de motociclisme que ha participat al Campionat del Món de Supersport i al de resistència.

## Carrera als 500cc

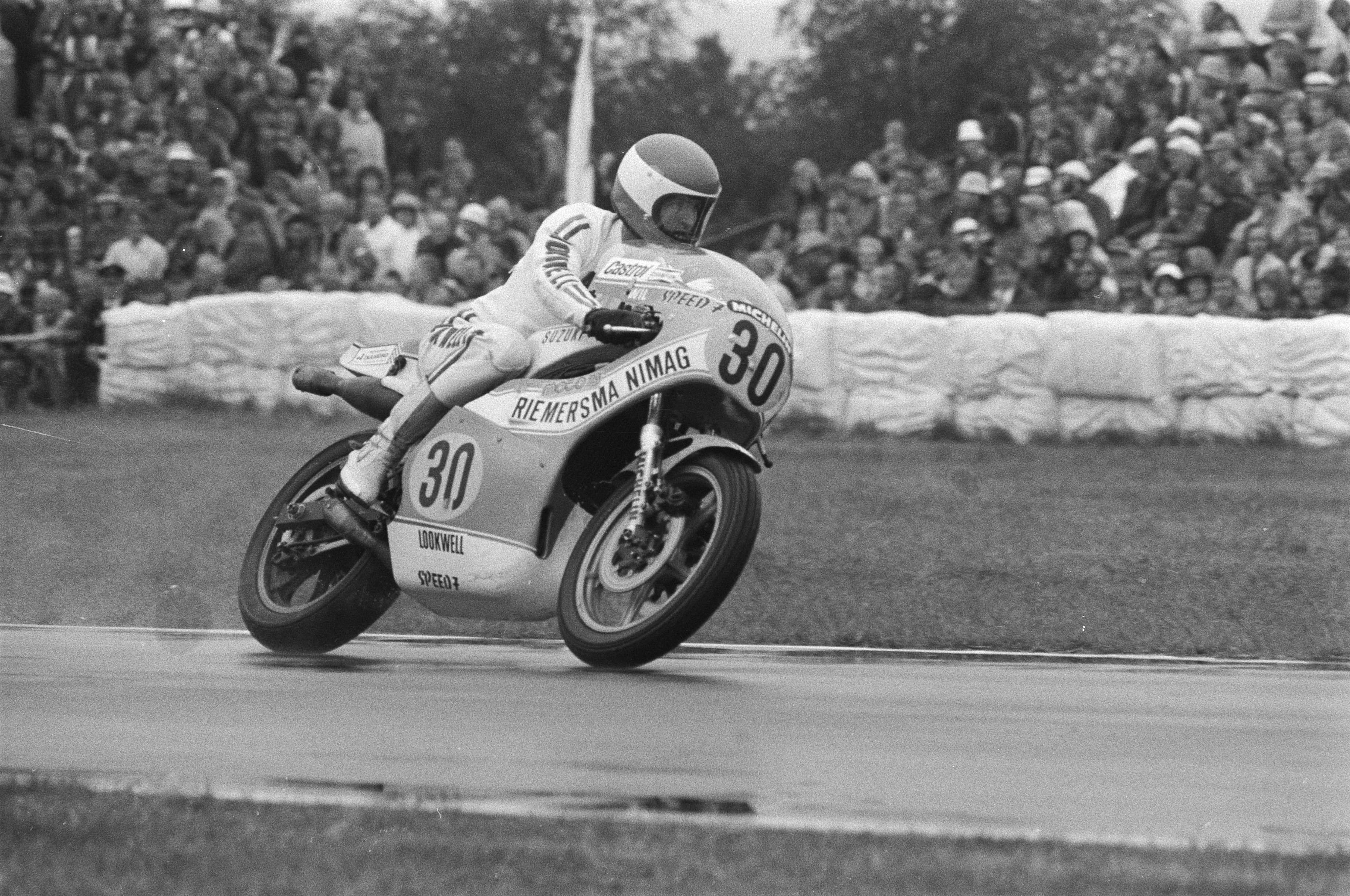
Hartog amb la Suzuki camí de la victòria al Dutch TT de 1977

Quan el pilot de l'equip de fàbrica de Suzuki Pat Hennen va patir les greus lesions que van posar fi a la seva carrera al TT de l'illa de Man de 1978, Hartog fou fitxat com a substitut per a ajudar el número u de l'equip, Barry Sheene, a defensar el campionat mundial de 500cc que havia guanyat la temporada anterior. Malgrat tot, Sheene es va disgustar quan Hartog va guanyar el Gran Premi de Bèlgica  de 1978 per davant de Kenny Roberts i el mateix Sheene. L'holandès va desafiar a Roberts i Sheene durant la temporada de 1979, però es va estavellar mentre liderava la classificació del mundial després dels quatre primers Grans Premis i va acabar la temporada en quart lloc final.
Hartog va guanyar un total de cinc Grans Premis durant la seva carrera. Amb més d'1,80 metres d'alçada, estava en desavantatge davant els seus rivals, alguns de la mida d'un jockey, però tot i així va arribar a obtenir resultats notables. A causa de la seva inclinació a dur tot l'equipament de curses de color blanc se'l coneixia com al Gegant Blanc.
Per commemorar el quarantè aniversari de la seva victòria al Dutch TT de 1977, Hartog va ser homenatjat durant l'edició de 2017 tot fent una volta al circuit d'Assen amb la motocicleta amb què va guanyar, acompanyat per Freddie Sheene, fill del difunt company d'equip de Hartog, en una de les motos del seu pare.

## Resultats al Mundial de motociclisme
Barem de puntuació de 1969 a 1987:
| Posició | 1  | 2  | 3  | 4 | 5 | 6 | 7 | 8 | 9 | 10 |
| Punts   | 15 | 12 | 10 | 8 | 6 | 5 | 4 | 3 | 2 | 1  |

(Ids. Grans Premis | Llegenda) (Curses en negreta indiquen pole; curses en  itàlica indiquen volta ràpida)
| Any  | Categoria | Moto     | 1       | 2       | 3     | 4       | 5       | 6      | 7       | 8       | 9       | 10      | 11      | 12     | 13  | Pos. | Pts |
| ---- | --------- | -------- | ------- | ------- | ----- | ------- | ------- | ------ | ------- | ------- | ------- | ------- | ------- | ------ | --- | ---- | --- |
| 1970 | 125cc     | Yamaha   | GER     | FRA     | YUG   | IOM     | NED Ret | BEL    | DDR     | CZE     | FIN     | NAT     | ESP     |        |     | NC   | 0   |
| 1972 | 250cc     | Yamaha   | GER     | FRA     | AUT   | NAT     | IOM     | YUG    | NED 14  | BEL     | DDR     | CZE     | SWE     | FIN    | ESP | NC   | 0   |
| 1972 | 500cc     | Riemanoc | GER Ret | FRA     | AUT   | NAT     | IOM     | YUG    |         |         |         |         |         |        |     | NC   | 0   |
| 1972 | 500cc     | Yamaha   |         |         |       |         |         |        | NED Ret | BEL     | DDR     | CZE     | SWE     | FIN    | ESP | NC   | 0   |
| 1973 | 350cc     | Yamaha   | FRA     | AUT     | GER   | NAT     | IOM     | YUG    | NED Ret |         | CZE     | SWE     | FIN     | ESP    |     | NC   | 0   |
| 1973 | 500cc     | Yamaha   | FRA     | AUT     | GER   |         | IOM     | YUG    | NED 4   | BEL     | CZE     | SWE     | FIN     | ESP    |     | 25è  | 8   |
| 1974 | 250cc     | Yamaha   |         | GER     |       | NAT     | IOM     | NED 15 | BEL     | SWE     | FIN     | CZE     | YUG     | ESP    |     | NC   | 0   |
| 1974 | 350cc     | Yamaha   | FRA     | GER     | AUT   | NAT     | IOM     | NED 15 |         | SWE     | FIN     |         | YUG     | ESP    |     | NC   | 0   |
| 1975 | 350cc     | Yamaha   | FRA     | ESP     | AUT   | GER     | NAT     | IOM    | NED 6   |         |         | FIN     | CZE     | YUG    |     | 26è  | 5   |
| 1975 | 500cc     | Suzuki   | FRA     |         | AUT   | GER     | NAT     | IOM    | NED Ret | BEL     | SWE     | FIN     | CZE     |        |     | NC   | 0   |
| 1976 | 500cc     | Suzuki   | FRA     | AUT Ret | NAT   | IOM     | NED 3   | BEL    | SWE Ret | FIN     | CZE     | GER     |         |        |     | 21è  | 10  |
| 1977 | 500cc     | Suzuki   | VEN     | AUT DNS | GER 6 | NAT Ret | FRA Ret | NED 1  | BEL 7   | SWE 5   | FIN Ret | CZE Ret | GBR Ret |        |     | 10è  | 30  |
| 1978 | 500cc     | Suzuki   | VEN     | ESP 9   | AUT 7 | FRA 5   | NAT 6   | NED 5  | BEL 1   | SWE 2   | FIN 1   | GBR Ret | GER Ret |        |     | 4t   | 65  |
| 1979 | 500cc     | Suzuki   | VEN Ret | AUT 3   | GER 1 | NAT Ret | ESP 2   | YUG 4  | NED 3   | BEL DNS | SWE Ret | FIN 10  | GBR 3   | FRA 18 |     | 4t   | 66  |
| 1980 | 500cc     | Suzuki   | NAT Ret | ESP Ret | FRA   | NED 19  | BEL 5   | FIN 1  | GBR Ret | GER 3   |         |         |         |        |     | 6è   | 31  |
| 1981 | 500cc     | Suzuki   | AUT 9   | GER 14  | NAT   | FRA     | YUG     | NED    | BEL     | SM      | GBR     | FIN     | SWE     |        |     | 23è  | 2   |